# 浄岸院
浄岸院（じょうがんいん）は、江戸時代の女性。名は竹姫（たけひめ）。薩摩藩第5代藩主・島津継豊の継室。江戸幕府第5代将軍・徳川綱吉および第8代将軍・徳川吉宗の養女。

## 生涯
宝永2年（1705年）、清閑寺熈定の娘として京都で生まれる。
竹姫（浄岸院）は、熈定の妹で綱吉の側室であった寿光院の姪にあたり、寿光院に子が無かったため、宝永5年（1708年）、その養女となった。
同年（宝永5年）7月25日に、会津藩藩主松平正容の嫡子の久千代（正邦）と縁組するが、同年12月、久千代は早世した。
宝永7年（1710年）8月19日、有栖川宮正仁親王と婚約し、同年11月2日、結納。しかし享保元年（1716年）9月24日、入輿を前に親王は死去した。
8代将軍吉宗の代になると、既に正室を亡くしていた吉宗に継室にと望まれたというが、実際の血縁は一切ないとはいえ、5代綱吉の養女という立場の竹姫は吉宗にとって義理の大叔母ということになるため、当時大奥の首座であり6代家宣の正室（御台所）であった天英院から「人倫にもとること甚だしい」と反対された。
享保年中、改めて8代将軍吉宗の養女という身分となった。吉宗は新たな嫁ぎ先を探すものの、過去に2度も婚約者が没しているということで不吉な噂も立ったらしく、さらに一説には竹姫と吉宗は男女関係にあったともいわれ、どの大名家・公家も敬遠したため、婚家探しは難航した。
天英院の縁故により、享保14年（1729年）6月4日に島津継豊と縁組が成立した。同年12月11日、入輿した。
継豊の父の島津吉貴の友人である老中の松平乗邑の斡旋もあり、さらに天英院が実家の近衛家を通してまで縁談を持ちかけてきたため、近衛家と婚姻関係が深い島津家は断り切れなかったといわれている。将軍家息女の婚家先には多くの経済的・精神的負担がかかるため、財政難であった薩摩藩にとってこの縁組みは災難以外の何物でもなかった。加えて継豊は病弱である上に、側室腹とはいえ長男の益之助（のちの宗信）が誕生したばかりであったため、島津家は、もし竹姫に男子が誕生しても、継嗣にはしないなどの条件をいくつも要求した。
吉宗や幕府もこれを無条件に受け入れ、結婚当時は夫となる島津継豊が未だ四位以上に任官していなかったにもかかわらず、「夫が四位以上の将軍家出身の姫」に与えられる「御守殿」の敬称の名乗りを許すなど、異例の厚遇を与えた。また、竹姫の住まい用として芝屋敷の北側に6千890坪の屋敷地を無償で下賜された。さらに婚姻後（12月16日）、継豊は従四位上・左近衛中将に昇進され、玉川上水を芝の薩摩藩邸に分水することが許されるなど、特別な利権を多く獲得した。
継豊との間に一女（菊姫）を儲け、この娘はのちに福岡藩藩主黒田継高の世子の重政に嫁いた。また竹姫は嫡母として益之助（島津宗信）や義理の孫に当たる島津重豪の養育に携わった。重豪は薩摩の気風を嫌い、言語・作法を京・上方風に改めるべき命を出すなど開化政策を推進するが、これは竹姫の影響を受けたからであると言われている。竹姫は島津家へ嫁いでから44年間、継室として、徳川家と島津家の婚姻関係の強化に努めた。
後に隠居した継豊は鹿児島に帰国したが、竹姫は江戸に留まり、10年後に継豊が鹿児島で没するまで再会することなく別居生活を送った。
宝暦10年（1760年）9月20日、継豊が死去（「徳川幕府家譜」は10月29日逝去としている）したため、落飾し浄岸院殿と称した。
安永元年（1772年）12月5日、死去。68歳。法名は浄岸院殿信誉清仁裕光大禅定尼（『寛政重修諸家譜』では、信誉清仁祐光浄岸院）。鹿児島・福昌寺に葬られた。

## 逸話
- 浄岸院は将軍家の養女という立場を大いに利用し、島津家と徳川家の婚姻関係を深める政策を進め、薩摩藩8代藩主・宗信の正室に尾張藩藩主・徳川宗勝の娘・房姫と婚約させ（寛延元年、輿入れ前に房姫が死去。寛延2年には房姫の妹・邦姫と宗信の婚約の話があがったが、今度は宗信が死去）、義理の孫で9代藩主・島津重豪の正室に一橋徳川家の当主・徳川宗尹の娘・保姫を迎えさせている。これらの婚姻により、島津家と徳川家との縁戚関係が深まった。
- 浄岸院の死後、その遺言として、当時の薩摩藩主・重豪の娘茂姫（広大院）と11代将軍徳川家斉（婚約当初は一橋家世子）との縁組が行われた。この縁組はのちに、天璋院篤姫が島津分家の出身でありながら、島津本家（斉彬）養女・近衛家養女という格式を踏みながら、徳川将軍家（家定）の正室になる前例を作った。
- 浄岸院やその他のこれらの婚姻の結果、外様であった薩摩藩の幕府に対する発言力が大いに増すこととなり、幕末に薩摩藩が台頭する大きな要因の一つになった。
- 徳川宗直の娘で吉宗養女となり、仙台藩の伊達宗村の正室となった利根姫とは養姉妹関係にある。
- 東京都目黒区祐天寺の阿弥陀堂は，竹姫が、享保9年（1724年）厄除けの為に造営・寄進した堂宇と伝えられる。寺録にはその由来と合わせ，寄進時、施主竹姫の御髪を収めた石箱が須弥壇の下に埋設されたことも記されている。2014年、改修工事のため阿弥陀堂が一時移設されたところ、寺録に記されている通り、須弥壇の真下に当たる位置に基壇に埋設された石箱が現れ、その内部から頭髪と板材片、白色の粉塊、懐中鏡などの遺品が発見された。
- 尚古集成館蔵「葵牡丹紋七宝繋蒔絵雛道具」（鹿児島県指定文化財）は竹姫入輿の際の持参品であると伝えられている（異説あり）

## 登場作品

### テレビドラマ
- 大奥　（1968年・関西テレビ　演：野添ひとみ）
- 水戸黄門 第6部・第8部（1975年・1978年、TBS、C.A.L　演：鳥居恵子）
- 吉宗評判記　暴れん坊将軍　（1980年・テレビ朝日　演：中島ゆたか）
- 大奥　（1983年・関西テレビ　演：水沢アキ）
- 暴れん坊将軍3スペシャル　（1989年・伊藤かずえ）
- 八代将軍吉宗　（1995年・NHK大河ドラマ　演：森口瑤子）
- 暴れん坊将軍IX　 (1998年・テレビ朝日　演：久我陽子)
- 徳川風雲録 八代将軍吉宗　（2008年：テレビ東京　演：田中美里）
- 大奥 最終章　（2019年・フジテレビ　演：浜辺美波）